# Rhinella margaritifera
El sapo común sudamericano o sapo crestado (Rhinella margaritifera) es una especie de anfibio anuro de la familia de sapos Bufonidae. Se distribuye por la mayor parte de la cuenca amazónica y por el este de Panamá. Su rango altitudinal va desde el nivel del mar hasta los 2400 m. Es una generalista que se encuentre en una amplia variedad de hábitats, incluyendo ecosistemas alterados por el hombre. Es un sapo terrestre y nocturno. Estudios recientes consideran que este taxón puede estar compuesto por numerosas especies diferentes.